# Харбор-Хайтс (Флорида)
Харбор-Хайтс (англ. Harbour Heights) — статистически обособленная местность, расположенная в округе Шарлотт (штат Флорида, США) с населением в 2873 человека по статистическим данным переписи 2000 года.

## География
По данным Бюро переписи населения США статистически обособленная местность Харбор-Хайтс имеет общую площадь в 5,7 квадратных километров, водных ресурсов в черте населённого пункта не имеется.
Статистически обособленная местность Харбор-Хайтс расположена на высоте 3 м над уровнем моря.

## Демография
По данным переписи населения 2000 года в Харбор-Хайтс проживало 2873 человека, 919 семей, насчитывалось 1243 домашних хозяйств и 1383 жилых дома. Средняя плотность населения составляла около 504,04 человека на один квадратный километр. Расовый состав населённого пункта распределился следующим образом: 93,70 % белых, 2,85 % — чёрных или афроамериканцев, 0,03 % — коренных американцев, 0,77 % — азиатов, 0,07 % — выходцев с тихоокеанских островов, 1,84 % — представителей смешанных рас, 0,73 % — других народностей. Испаноговорящие составили 3,83 % от всех жителей статистически обособленной местности.
Из 1243 домашних хозяйств в 21,0 % воспитывали детей в возрасте до 18 лет, 62,8 % представляли собой совместно проживающие супружеские пары, в 8,2 % семей женщины проживали без мужей, 26,0 % не имели семей. 20,8 % от общего числа семей на момент переписи жили самостоятельно, при этом 12,8 % составили одинокие пожилые люди в возрасте 65 лет и старше. Средний размер домашнего хозяйства составил 2,31 человек, а средний размер семьи — 2,64 человек.
Население статистически обособленной местности по возрастному диапазону по данным переписи 2000 года распределилось следующим образом: 18,2 % — жители младше 18 лет, 4,7 % — между 18 и 24 годами, 19,2 % — от 25 до 44 лет, 27,0 % — от 45 до 64 лет и 30,9 % — в возрасте 65 лет и старше. Средний возраст жителей составил 51 год. На каждые 100 женщин в Харбор-Хайтс приходилось 87,7 мужчин, при этом на каждые сто женщин 18 лет и старше приходилось 86,0 мужчин также старше 18 лет.
Средний доход на одно домашнее хозяйство статистически обособленной местности составил 44 394 доллара США, а средний доход на одну семью — 47 025 долларов. При этом мужчины имели средний доход в 31 825 долларов США в год против 21 173 доллара среднегодового дохода у женщин. Доход на душу населения статистически обособленной местности составил 44 394 доллара в год. 1,8 % от всего числа семей в населённом пункте и 2,7 % от всей численности населения находилось на момент переписи населения за чертой бедности, при этом из них были моложе 18 лет и 3,7 % — в возрасте 65 лет и старше.